# 자랑스러운 충남인상
자랑스러운 충남인상은  1995년부터 충청남도 포상조례 제8조 및 시행규칙 제9조에 의거 매년 12월 31일 시상하는 충청남도에서 시상하는 표창 중 가장 높은 상이다.

## 분야
- 중소기업인 및 근로자
- 문화예술인 및 체육인
- 농어민
- 도민의 의식선도 및 이웃사랑을 실천한 자
- 살신성인의 정신으로 위험으로부터 남을 구해준 자
- 기타 충남을 빛낸 인물 등[2].

## 같이 보기
- 충청남도
- 경기도를 빛낸 자랑스러운 도민상